# Jack Dunphy
Pour les articles homonymes, voir Dunphy.
Jack Dunphy, né à Atlantic City le 22 août 1914 et décédé à New York le 26 avril 1992, est un romancier et dramaturge américain, connu notamment pour sa liaison avec Truman Capote.

## Biographie
Jack Dunphy passe son enfance dans un quartier ouvrier de Philadelphie. Il devient danseur, tourne avec la compagnie de George Balanchine, épouse la danseuse Joan McCracken. En janvier 1944, il s'engage dans l'armée américaine et publie la même année sa première nouvelle. Son premier roman sort en 1946. Après avoir divorcé, il rencontre Truman Capote en 1948 et part avec lui vivre à Taormine dans la maison qu'avait habitée 
DH Lawrence. Ils ne se quitteront plus. Leur liaison sera d'autant plus remarquée que les deux écrivains ont des tempéraments antinomiques : Dunphy est autant réservé et solitaire que Capote est sociable et exubérant. Il est le premier héritier de Capote en 1984. Il meurt d'un cancer huit ans plus tard, à 77 ans.

## Romans et nouvelles
- The life of a carrot, in Short Story, 1944
- John Fury, Harper and Brothers, 1946
- Friends and vague lovers, Ferras, Straus and Young, 1952
- Nightmovers, William Morrow, 1967
- An honest woman, Random House, 1971
- First Wine, Louisiana State University Press, 1982
- The murderous McLaughlins, McGraw Hill, 1988

## Récit
- Dear genius : A memoir of my life with Truman Capote, in Valley of the sun books, McGraw Hill, 1987

## Théâtre
- Light a penny candle
- Saturday night kid, 1958
- The gay apprentice
- Café moon
- Too close for comfort, 1960
- Squirrel, 1962

## Filmographie
Jack Dunphy est dépeint dans Capote (2005), de Bennett Miller, joué par Bruce Greenwood, et dans Infamous (2006), de Douglas McGrath, joué par John Benjamin Hickey.

## Liens
- Notices d'autorité :   - VIAF
  - ISNI
  - LCCN
  - GND
  - CiNii
  - Suède
  - Australie
  - WorldCat